# Stanley Cup playoff 1998
I playoff della Stanley Cup 1998 del campionato NHL 1997-1998 hanno avuto inizio il 22 aprile 1998. Le sedici squadre qualificate per i playoff, otto da ciascuna Conference, hanno giocato una serie di partite al meglio di sette per i quarti di finale, semifinali e finali di Conference. I vincitori delle due Conference hanno disputato una serie di partite al meglio di sette per la conquista della Stanley Cup. I campioni di ciascuna Division conservarono il proprio ranking per l'intera durata dei playoff, mentre le altre squadre furono ricollocate nella graduatoria dopo ciascun turno.
Nelle semifinali della Eastern Conference i Buffalo Sabres furono la prima squadra nella storia della NHL a eliminare per 4-0 in una serie di playoff i Montreal Canadiens sul loro ghiaccio casalingo. Per la prima volta entrambe le squadre di New York, Islanders e Rangers, mancarono l'accesso ai playoff, così come i Chicago Blackhawks che non si qualificarono per la prima volta dal 1969.

## Squadre partecipanti

### Eastern Conference
1. New Jersey Devils - vincitori della Atlantic Division e della stagione regolare nella Eastern Conference, 107 punti
2. Pittsburgh Penguins - vincitori della Northeast Division, 103 punti
3. Philadelphia Flyers - 95 punti
4. Washington Capitals - 92 punti
5. Boston Bruins - 91 punti
6. Buffalo Sabres - 89 punti
7. Montreal Canadiens - 87 punti
8. Ottawa Senators - 83 punti

### Western Conference
1. Dallas Stars - vincitori della Central Division e della stagione regolare nella Western Conference e del Presidents' Trophy, 109 punti
2. Colorado Avalanche - vincitori della Pacific Division, 95 punti
3. Detroit Red Wings - 103 punti
4. St. Louis Blues - 98 punti
5. Los Angeles Kings - 87 punti
6. Phoenix Coyotes - 82 punti
7. Edmonton Oilers - 80 punti
8. San Jose Sharks - 78 punti

### Tabellone
In ciascun turno la squadra con il ranking più alto si sfidò con quella dal posizionamento più basso, usufruendo anche del vantaggio del fattore campo. Nella finale di Stanley Cup il fattore campo fu determinato dai punti ottenuti in stagione regolare dalle due squadre. Ciascuna serie, al meglio delle sette gare, seguì il formato 2–2–1–1–1: la squadra migliore in stagione regolare avrebbe disputato in casa Gara-1 e 2, (se necessario anche Gara-5 e 7), mentre quella posizionata peggio avrebbe giocato nel proprio palazzetto Gara-3 e 4 (se necessario anche Gara-6).
|  | Quarti di finale Conference | Quarti di finale Conference                      | Quarti di finale Conference |   |                     | Semifinali Conference | Semifinali Conference | Semifinali Conference |                    |                    | Finali Conference   | Finali Conference  | Finali Conference  |  |  | Finale Stanley Cup | Finale Stanley Cup | Finale Stanley Cup |
|  |                             |                                                  |                             |   |                     |                       |                       |                       |                    |                    |                     |                    |                    |  |  |                    |                    |                    |
|  | 1                           | New Jersey Devils                                | 2                           |   |                     | 4                     | Washington Capitals   | 4                     |                    |                    |                     |                    |                    |  |  |                    |                    |                    |
|  | 8                           | Ottawa Senators                                  | 4                           |   |                     | 8                     | Ottawa Senators       | 1                     |                    |                    |                     |                    |                    |  |  |                    |                    |                    |
|  |                             |                                                  |                             |   |                     |                       |                       |                       |                    |                    |                     |                    |                    |  |  |                    |                    |                    |
|  | 2                           | Pittsburgh Penguins                              | 2                           |   |                     |                       |                       |                       | Eastern Conference | Eastern Conference | Eastern Conference  | Eastern Conference | Eastern Conference |  |  |                    |                    |                    |
|  | 2                           | Pittsburgh Penguins                              | 2                           |   |                     |                       |                       |                       | Eastern Conference | Eastern Conference | Eastern Conference  | Eastern Conference | Eastern Conference |  |  |                    |                    |                    |
|  | 7                           | Montreal Canadiens                               | 4                           |   |                     |                       |                       |                       |                    |                    |                     |                    |                    |  |  |                    |                    |                    |
|  | 7                           | Montreal Canadiens                               | 4                           |   |                     |                       |                       |                       |                    | 4                  | Washington Capitals | 4                  |                    |  |  |                    |                    |                    |
|  |                             |                                                  |                             |   |                     |                       |                       |                       |                    | 4                  | Washington Capitals | 4                  |                    |  |  |                    |                    |                    |
|  |                             | 6                                                | Buffalo Sabres              | 2 |                     |                       |                       |                       |                    |                    |                     |                    |                    |  |  |                    |                    |                    |
|  | 3                           | 6                                                | Buffalo Sabres              | 2 | Philadelphia Flyers | 1                     |                       |                       |                    |                    |                     |                    |                    |  |  |                    |                    |                    |
|  | 3                           |                                                  |                             |   | Philadelphia Flyers | 1                     |                       |                       |                    |                    |                     |                    |                    |  |  |                    |                    |                    |
|  | 6                           | Buffalo Sabres                                   | 4                           |   |                     |                       |                       |                       |                    |                    |                     |                    |                    |  |  |                    |                    |                    |
|  | 6                           | Buffalo Sabres                                   | 4                           |   |                     |                       |                       |                       |                    |                    |                     |                    |                    |  |  |                    |                    |                    |
|  |                             |                                                  |                             |   |                     |                       |                       |                       |                    |                    |                     |                    |                    |  |  |                    |                    |                    |
|  |                             |                                                  |                             |   |                     |                       |                       |                       |                    |                    |                     |                    |                    |  |  |                    |                    |                    |
|  | 4                           | Washington Capitals                              | 4                           |   | 6                   | Buffalo Sabres        | 4                     |                       |                    |                    |                     |                    |                    |  |  |                    |                    |                    |
|  | 4                           | Washington Capitals                              | 4                           |   | 6                   | Buffalo Sabres        | 4                     |                       |                    |                    |                     |                    |                    |  |  |                    |                    |                    |
|  | 5                           | Boston Bruins                                    | 2                           |   |                     | 7                     | Montreal Canadiens    | 0                     |                    |                    |                     |                    |                    |  |  |                    |                    |                    |
|  | 5                           | Boston Bruins                                    | 2                           |   |                     |                       |                       |                       |                    | E4                 | Washington Capitals | 0                  |                    |  |  |                    |                    |                    |
|  |                             | (Accoppiamenti ristabiliti dopo il primo turno.) |                             |   |                     |                       |                       |                       |                    | E4                 | Washington Capitals | 0                  |                    |  |  |                    |                    |                    |
|  |                             | W3                                               | Detroit Red Wings           | 4 |                     |                       |                       |                       |                    |                    |                     |                    |                    |  |  |                    |                    |                    |
|  | 1                           | W3                                               | Detroit Red Wings           | 4 | Dallas Stars        | 4                     |                       |                       | 1                  | Dallas Stars       | 4                   |                    |                    |  |  |                    |                    |                    |
|  | 1                           |                                                  |                             |   | Dallas Stars        | 4                     |                       |                       | 1                  | Dallas Stars       | 4                   |                    |                    |  |  |                    |                    |                    |
|  | 8                           | San Jose Sharks                                  | 2                           |   |                     | 7                     | Edmonton Oilers       | 1                     |                    |                    |                     |                    |                    |  |  |                    |                    |                    |
|  | 8                           | San Jose Sharks                                  | 2                           |   |                     | 7                     | Edmonton Oilers       | 1                     |                    |                    |                     |                    |                    |  |  |                    |                    |                    |
|  |                             |                                                  |                             |   |                     |                       |                       |                       |                    |                    |                     |                    |                    |  |  |                    |                    |                    |
|  | 2                           | Colorado Avalanche                               | 3                           |   |                     |                       |                       |                       |                    |                    |                     |                    |                    |  |  |                    |                    |                    |
|  | 2                           | Colorado Avalanche                               | 3                           |   |                     |                       |                       |                       |                    |                    |                     |                    |                    |  |  |                    |                    |                    |
|  | 7                           | Edmonton Oilers                                  | 4                           |   |                     |                       |                       |                       |                    |                    |                     |                    |                    |  |  |                    |                    |                    |
|  | 7                           | Edmonton Oilers                                  | 4                           |   |                     |                       |                       |                       | 1                  | Dallas Stars       | 2                   |                    |                    |  |  |                    |                    |                    |
|  |                             |                                                  |                             |   |                     |                       |                       |                       | 1                  | Dallas Stars       | 2                   |                    |                    |  |  |                    |                    |                    |
|  |                             | 3                                                | Detroit Red Wings           | 4 |                     |                       |                       |                       |                    |                    |                     |                    |                    |  |  |                    |                    |                    |
|  | 3                           | 3                                                | Detroit Red Wings           | 4 | Detroit Red Wings   | 4                     |                       |                       |                    |                    |                     |                    |                    |  |  |                    |                    |                    |
|  | 3                           |                                                  |                             |   | Detroit Red Wings   | 4                     |                       |                       |                    |                    |                     |                    |                    |  |  |                    |                    |                    |
|  | 6                           | Phoenix Coyotes                                  | 2                           |   |                     |                       |                       |                       |                    |                    | Western Conference  | Western Conference | Western Conference |  |  |                    |                    |                    |
|  | 6                           | Phoenix Coyotes                                  | 2                           |   |                     |                       |                       |                       |                    |                    | Western Conference  | Western Conference | Western Conference |  |  |                    |                    |                    |
|  |                             |                                                  |                             |   |                     |                       |                       |                       |                    |                    |                     |                    |                    |  |  |                    |                    |                    |
|  | 4                           | St. Louis Blues                                  | 4                           |   | 3                   | Detroit Red Wings     | 4                     |                       |                    |                    |                     |                    |                    |  |  |                    |                    |                    |
|  | 4                           | St. Louis Blues                                  | 4                           |   | 3                   | Detroit Red Wings     | 4                     |                       |                    |                    |                     |                    |                    |  |  |                    |                    |                    |
|  | 5                           | Los Angeles Kings                                | 0                           |   |                     | 4                     | St. Louis Blues       | 2                     |                    |                    |                     |                    |                    |  |  |                    |                    |                    |

## Eastern Conference

### Quarti di finale di Conference

#### New Jersey - Ottawa
| Arbitro: | Paul Devorski |

|                            |           |               |
| Jašin 38:48 Gardiner 65:58 | Marcatori | 56:36 Gilmour |

| Arbitro: | Paul Stewart |

|              |           |                                      |
| Murray 03:38 | Marcatori | 09:19 Andreychuk 38:58 59:19 Gilmour |

| Arbitro: | Dan Marouelli |

|                 |           |                             |
| Carpenter 20:36 | Marcatori | 24:56 Laukkanen 62:47 Jašin |

| Arbitro: | Mick McGeough |

|                                            |           |                                         |
| Pederson 06:33 Stevens 54:04 Gilmour 58:41 | Marcatori | 16:20 26:50 45:00 Alfredsson 36:24 York |

| Arbitro: | Mark Faucette |

|               |           |                                           |
| Kravčuk 50:38 | Marcatori | 11:04 Rolston 28:33 Odelein 51:52 Gilmour |

| Arbitro: | Kerry Fraser |

|            |           |                                           |
| Dean 25:24 | Marcatori | 08:28 Jašin 30:30 Laukkanen 59:10 Kravčuk |

#### Pittsburgh - Montreal
| Arbitro: | Rob Shick |

|                                           |           |                            |
| Ručinský 12:15 Popovic 36:44 Brunet 78:43 | Marcatori | 27:21 Werenka 58:22 Barnes |

| Arbitro: | Kerry Fraser |

|                  |           |                                               |
| Damphousse 18:29 | Marcatori | 11:13 Olczyk 30:42 41:12 Barnes 59:03 Francis |

| Arbitro: | Terry Gregson |

|            |           |                                   |
| Jágr 05:33 | Marcatori | 17:10 Ručinský 24:47 49:56 Corson |

| Arbitro: | Paul Devorski |

|                                                                      |           |                                           |
| Brown 03:19 Hatcher 04:43 Jágr 16:53 59:48 Olczyk 19:25 Straka 22:59 | Marcatori | 06:25 Malachov 41:48 Bureau 57:30 Höglund |

| Arbitro: | Mick McGeough |

|                                                                  |           |                         |
| Brisebois 30:33 Corson 32:02 Recchi 41:01 59:19 Damphousse 58:53 | Marcatori | 45:45 Straka 53:30 Jágr |

| Arbitro: | Bill McCreary |

|  |           |                                        |
|  | Marcatori | 29:27 Recchi 34:36 Höglund 46:52 Koivu |

#### Philadelphia - Buffalo
| Arbitro: | Bill McCreary |

|                                          |           |                                 |
| Grošek 16:50 Primeau 38:18 Audette 51:43 | Marcatori | 48:29 Brind'Amour 48:48 Gratton |

| Arbitro: | Stephen Walkom |

|                         |           |                                           |
| Grošek 42:33 Ward 49:22 | Marcatori | 05:24 Lindros 24:07 Gratton 56:28 LeClair |

| Arbitro: | Rob Shick |

|                |           |                                                                           |
| McGillis 53:51 | Marcatori | 02:20 31:29 Šatan 29:37 Grošek 34:20 Shannon 35:05 Holzinger 59:23 Varaďa |

| Arbitro: | Terry Gregson |

|                   |           |                                                      |
| Brind'Amour 52:37 | Marcatori | 17:37 Ward 19:05 Šatan 21:38 Barnaby 25:16 Holzinger |

| Arbitro: | Paul Devorski |

|                                          |           |                              |
| Woolley 02:29 Audette 48:26 Grošek 65:40 | Marcatori | 21:49 Sillinger 53:08 Babych |

#### Washington - Boston
| Arbitro: | Kerry Fraser |

|                |           |                                           |
| Chrystyč 26:53 | Marcatori | 16:40 Bellows 22:49 Gončar 59:38 Tikkanen |

| Arbitro: | Mick McGeough |

|                                                   |           |                                             |
| Allison 40:54 Axelsson 46:10 Van Impe 57:03 80:45 | Marcatori | 04:45 Tikkanen 23:24 Johansson 59:23 Gončar |

| Arbitro: | Paul Devorski |

|                                 |           |                              |
| Gončar 18:30 34:15 Juneau 86:31 | Marcatori | 39:00 McLaren 50:59 Chrystyč |

| Arbitro: | Dan Marouelli |

|                              |           |  |
| Oates 16:10 22:42 Klee 49:14 | Marcatori |  |

| Arbitro: | Rob Shick |

|                                                         |           |  |
| Samsonov 22:20 Allison 28:54 DiMaio 38:00 Bourque 55:10 | Marcatori |  |

| Arbitro: | Don Koharski |

|                                        |           |                             |
| Zedník 06:54 Oates 26:04 Bellows 75:24 | Marcatori | 25:26 Samsonov 49:13 Carter |

### Semifinali di Conference

#### Washington - Ottawa
| Arbitro: | Mark Faucette |

|                                |           |                                                     |
| Alfredsson 12:21 Dackell 47:12 | Marcatori | 13:17 Zedník 24:03 Oates 42:39 Bondra 44:25 Bellows |

| Arbitro: | Greg Devorski |

|             |           |                                                                             |
| Jašin 30:50 | Marcatori | 29:46 Witt 31:14 Juneau 34:59 Reekie 38:58 Zedník 44:43 Bellows 55:18 Oates |

| Arbitro: | Kreey Fraser |

|                                        |           |                                          |
| Gončar 10:41 Bondra 21:08 Zedník 33:49 | Marcatori | 05:24 08:17 16:58 Alfredsson 30:54 Jašin |

| Arbitro: | Rob Shick |

|                            |           |  |
| Gončar 18:30 Tinordi 59:55 | Marcatori |  |

| Arbitro: | Don Koharski |

|  |           |                                           |
|  | Marcatori | 22:39 Juneau 58:54 Gončar 59:42 Johansson |

#### Buffalo - Montreal
| Arbitro: | Rob Shick |

|                                       |           |                                  |
| Holzinger 02:52 Sanderson 09:02 62:37 | Marcatori | 54:16 Stevenson 54:26 Damphousse |

| Arbitro: | Dan Marouelli |

|                                          |           |                                                                 |
| Ulanov 07:18 Malachov 24:19 Recchi 34:44 | Marcatori | 08:38 Grošek 22:24 Audette 35:12 Ward 38:27 40:13 59:11 Barnaby |

| Arbitro: | Mark Faucette |

|                                                           |           |                                                  |
| Brown 04:46 Peca 11:22 81:15 Varaďa 19:12 Sanderson 24:42 | Marcatori | 04:23 12:16 Stevenson 24:21 Koivu 36:20 Malachov |

| Arbitro: | Terry Gregson |

|                                         |           |                |
| Barnaby 04:53 Audette 28:41 Šatan 30:31 | Marcatori | 33:31 Ručinský |

### Finale di Conference

#### Washington - Buffalo
| Arbitro: | Dan Marouelli |

|                          |           |  |
| Grošek 20:31 Šatan 21:55 | Marcatori |  |

| Arbitro: | Kreey Fraser |

|                            |           |                                         |
| Varaďa 19:02 Barnaby 59:03 | Marcatori | 39:55 Bondra 54:06 Juneau 63:01 Krygier |

| Arbitro: | Bill McCreary |

|                                       |           |                                             |
| Bondra 04:57 69:37 Zedník 10:27 36:17 | Marcatori | 14:59 Audette 22:08 Barnaby 32:12 Holzinger |

| Arbitro: | Rob Shick |

|                           |           |  |
| Berube 42:34 Juneau 53:38 | Marcatori |  |

| Arbitro: | Terry Gregson |

|                             |           |                 |
| Shannon 06:33 Woolley 55:34 | Marcatori | 16:29 Nikolišin |

| Arbitro: | Don Koharski |

|                                          |           |                        |
| Tikkanen 33:26 Bondra 54:01 Juneau 66:24 | Marcatori | 33:04 Peca 47:40 Kruse |

## Western Conference

### Quarti di finale di Conference

#### Dallas - San Jose
| Arbitro: | Stephen Walkom |

|             |           |                                                        |
| Nolan 12:40 | Marcatori | 02:22 Nieuwendyk 02:59 Lind 23:30 Hatcher 59:58 Modano |

| Arbitro: | Don Koharski |

|                            |           |                                                              |
| Houlder 47:46 Craven 59:02 | Marcatori | 01:25 Lehtinen 19:31 Hatcher 36:29 57:05 Verbeek 38:26 Hogue |

| Arbitro: | Mark Faucette |

|             |           |                                                      |
| Zubov 04:16 | Marcatori | 25:06 MacLean 26:13 Nolan 41:04 Iafrate 56:55 Rathje |

| Arbitro: | Bill McCreary |

|  |           |              |
|  | Marcatori | 66:31 Zjuzin |

| Arbitro: | Kerry Fraser |

|                            |           |                               |
| MacLean 31:26 Sutter 31:34 | Marcatori | 19:57 51:08 Modano 36:29 Lind |

| Arbitro: | Dan Marouelli |

|                                   |           |                          |
| Matvichuk 30:59 Keane 36:04 63:43 | Marcatori | 16:25 Murphy 27:51 Ricci |

#### Colorado - Edmonton
| Arbitro: | Dan Marouelli |

|                                           |           |                      |
| Guerin 51:02 McAmmond 52:22 Mironov 54:51 | Marcatori | 35:31 40:17 Forsberg |

| Arbitro: | Mark Faucette |

|                    |           |                                                        |
| Guerin 30:53 55:27 | Marcatori | 01:22 40:30 Kamenskij 02:54 33:23 Forsberg 31:28 Sakic |

| Arbitro: | Bill McCreary |

|                                                       |           |                                                          |
| Deadmarsh 03:50 29:51 Lemieux 14:19 42:14 Sakic 75:25 | Marcatori | 26:50 Mironov 36:44 Weight 51:11 Guerin 52:32 Buchberger |

| Arbitro: | Kerry Fraser |

|                                    |           |             |
| Forsberg 18:09 59:35 Lemieux 50:59 | Marcatori | 17:52 Smyth |

| Arbitro: | Don Koharski |

|                                |           |             |
| Guerin 44:25 Grier 53:11 59:05 | Marcatori | 16:20 Yelle |

| Arbitro: | Stephen Walkom |

|  |           |                                |
|  | Marcatori | 03:10 Berehowsky 50:21 Mironov |

| Arbitro: | Bill McCreary |

|                                                           |           |  |
| Niinimaa 04:22 Guerin 19:22 Marchant 28:54 Lindgren 41:45 | Marcatori |  |

#### Detroit - Phoenix
| Arbitro: | Mark Faucette |

|                                          |           |                                                                           |
| Tocchet 11:27 Ronning 45:15 Corkum 51:00 | Marcatori | 05:31 Lidström 10:36 36:11 Kocur 12:59 Fëdorov 33:16 McCarty 39:50 Maltby |

| Arbitro: | Dan Marouelli |

|                                                                           |           |                                                     |
| Gartner 02:34 Tkachuk 11:00 33:51 Tocchet 24:39 41:45 Roenick 27:13 33:24 | Marcatori | 11:13 Larionov 33:32 Dandenault 35:10 44:05 Fëdorov |

| Arbitro: | Don Koharski |

|                              |           |                                   |
| Fëdorov 00:30 Shanahan 01:01 | Marcatori | 40:58 Tocchet 42:19 52:47 Roenick |

| Arbitro: | Paul Stewart |

|                                                         |           |                          |
| Larionov 23:22 Kozlov 26:25 Macoun 39:59 Lidström 53:59 | Marcatori | 10:07 Tocchet 58:31 Doan |

| Arbitro: | Bill McCreary |

|               |           |                                            |
| Tocchet 13:18 | Marcatori | 08:54 Holmström 17:26 Kozlov 21:07 Fëdorov |

| Arbitro: | Terry Gregson |

|                                                                  |           |                             |
| Yzerman 15:18 Shanahan 23:45 34:10 Fëdorov 38:23 Gilchrist 52:20 | Marcatori | 07:03 Roenick 22:02 Tkachuk |

#### St. Louis - Los Angeles
| Arbitro: | Terry Gregson |

|                                             |           |                                                                                         |
| Johnson 05:00 Murray 43:19 Robitaille 47:05 | Marcatori | 01:42 41:08 Demitra 04:42 Courtnall 25:46 35:12 Turgeon 29:17 33:41 Campbell 40:16 Hull |

| Arbitro: | Rob Shick |

|              |           |                              |
| Murray 27:49 | Marcatori | 21:43 Pronger 51:37 Campbell |

| Arbitro: | Don Koharski |

|                                                   |           |                                                  |
| Rhéaume 49:59 Hull 51:03 Turgeon 51:59 Yake 53:06 | Marcatori | 11:01 Laperrière 19:51 Perreault 31:03 O'Donnell |

| Arbitro: | Stephen Walkom |

|                            |           |               |
| Demitra 28:05 Conroy 43:22 | Marcatori | 48:00 Stümpel |

### Semifinali di Conference

#### Dallas - Edmonton
| Arbitro: | Don Koharski |

|                 |           |                               |
| Zelepukin 30:34 | Marcatori | 03:14 08:22 Zubov 43:32 Keane |

| Arbitro: | Terry Gregson |

|                           |           |  |
| Weight 36:06 Murray 59:49 | Marcatori |  |

| Arbitro: | Bill McCreary |

|             |           |  |
| Hogue 73:07 | Marcatori |  |

| Arbitro: | Paul Devorski |

|                                    |           |              |
| Carbonneau 08:36 Hogue 33:52 51:45 | Marcatori | 10:13 Fraser |

| Arbitro: | Dan Marouelli |

|              |           |                           |
| Guerin 59:31 | Marcatori | 19:55 Hatcher 57:34 Adams |

#### Detroit - St. Louis
| Arbitro: | Kerry Fraser |

|                                            |           |                                |
| Gill 03:55 Campbell 40:18 50:28 Hull 43:48 | Marcatori | 34:33 Lapointe 56:46 Holmström |

| Arbitro: | Don Koharski |

|            |           |                                                                                       |
| Yake 09:29 | Marcatori | 17:13 Lapointe 29:01 Lidström 32:29 Holmström 38:47 Yzerman 58:51 Murphy 59:33 Maltby |

| Arbitro: | Dan Marouelli |

|                                              |           |                      |
| McCarty 03:10 Holmström 21:36 Shanahan 91:12 | Marcatori | 09:15 59:05 MacInnis |

| Arbitro: | Bill McCreary |

|                                                             |           |                              |
| Shanahan 09:20 Kocur 20:54 Kozlov 41:12 Fëdorov 48:04 59:14 | Marcatori | 21:16 Campbell 39:53 Turgeon |

| Arbitro: | Rob Shick |

|                                           |           |                |
| Courtnall 21:44 Eastwood 22:58 Gill 29:21 | Marcatori | 31:03 Lapointe |

| Arbitro: | Terry Gregson |

|                                                                              |           |                |
| McCarty 12:08 Brown 14:29 Lapointe 25:03 27:56 Holmström 45:53 Yzerman 49:40 | Marcatori | 54:35 Campbell |

### Finale di Conference

#### Dallas - Detroit
| Arbitro: | Don Koharski |

|                             |           |  |
| Kozlov 00:57 Lapointe 33:38 | Marcatori |  |

| Arbitro: | Rob Shick |

|              |           |                                           |
| Kozlov 32:59 | Marcatori | 05:56 Bassen 31:12 Adams 59:48 Carbonneau |

| Arbitro: | Terry Gregson |

|                                   |           |                                                                  |
| Lehtinen 33:13 44:39 Modano 47:34 | Marcatori | 05:50 Gilchrist 12:43 24:13 Lidström 25:33 Macoun 55:55 Lapointe |

| Arbitro: | Dan Marouelli |

|                           |           |                                         |
| Verbeek 34:31 Zubov 40:55 | Marcatori | 07:02 Maltby 12:10 Yzerman 51:30 Kozlov |

| Arbitro: | Kerry Fraser |

|                                |           |                                                  |
| Holmström 19:17 Larionov 23:40 | Marcatori | 14:16 Keane 58:35 Carbonneau 60:46 Langenbrunner |

| Arbitro: | Bill McCreary |

|  |           |                            |
|  | Marcatori | 06:20 Murphy 21:48 Fëdorov |

## Finale Stanley Cup
La finale della Stanley Cup 1998 è stata una serie al meglio delle sette gare che ha determinato il campione della National Hockey League per la stagione 1997-1998. I Detroit Red Wings hanno sconfitto i Washington Capitals in quattro partite e si sono aggiudicati la Stanley Cup per la nona volta nella loro storia, la seconda consecutiva. Per i Red Wings si trattò della ventunesima partecipazione alla finale, mentre per i Capitals si trattò della prima finale disputata.

## Statistiche

### Classifica marcatori
La seguente lista elenca i migliori marcatori al termine dei playoff.

| Giocatore        | Squadra             | PG | G  | A  | Pt | +/- | MP |
| ---------------- | ------------------- | -- | -- | -- | -- | --- | -- |
| Steve Yzerman    | Detroit Red Wings   | 22 | 6  | 18 | 24 | +10 | 22 |
| Sergej Fëdorov   | Detroit Red Wings   | 22 | 10 | 10 | 20 | +0  | 12 |
| Tomas Holmström  | Detroit Red Wings   | 22 | 7  | 12 | 19 | +9  | 16 |
| Nicklas Lidström | Detroit Red Wings   | 22 | 6  | 13 | 19 | +12 | 8  |
| Joé Juneau       | Washington Capitals | 21 | 7  | 10 | 17 | +6  | 8  |
| Adam Oates       | Washington Capitals | 21 | 6  | 11 | 17 | +8  | 8  |
| Martin Lapointe  | Detroit Red Wings   | 21 | 9  | 6  | 15 | +6  | 20 |
| Larry Murphy     | Detroit Red Wings   | 22 | 3  | 12 | 15 | +12 | 2  |
| Vjačeslav Kozlov | Detroit Red Wings   | 22 | 3  | 12 | 15 | +12 | 2  |
| Mike Modano      | Dallas Stars        | 17 | 4  | 10 | 14 | +4  | 12 |

### Classifica portieri
Questa è una tabella che combina i cinque migliori portieri dei playoff per media di gol subiti a gara con i cinque migliori portieri per percentuale di parate, con almeno quattro partite disputate. La tabella è ordinata per la media gol subiti, e i criteri di inclusione sono in grassetto.

| Giocatore     | Squadra             | PG | Min     | V  | S | OTS | TC  | GS | SO | Sv%  | MGS  |
| ------------- | ------------------- | -- | ------- | -- | - | --- | --- | -- | -- | ---- | ---- |
| Ed Belfour    | Dallas Stars        | 17 | 1039:02 | 10 | 7 | 1   | 399 | 31 | 1  | .922 | 1.79 |
| Curtis Joseph | Edmonton Oilers     | 12 | 715:52  | 5  | 7 | 2   | 319 | 23 | 3  | .928 | 1.93 |
| Olaf Kölzig   | Washington Capitals | 21 | 448:34  | 12 | 9 | 2   | 740 | 44 | 4  | .941 | 1.95 |
| Byron Dafoe   | Boston Bruins       | 6  | 421:59  | 2  | 4 | 2   | 159 | 14 | 1  | .912 | 1.99 |
| Dominik Hašek | Buffalo Sabres      | 15 | 947:55  | 10 | 5 | 3   | 514 | 32 | 1  | .938 | 1.77 |
| Chris Osgood  | Detroit Red Wings   | 22 | 1361:04 | 16 | 6 | 1   | 588 | 48 | 3  | .918 | 2.12 |